# Arne Stephan

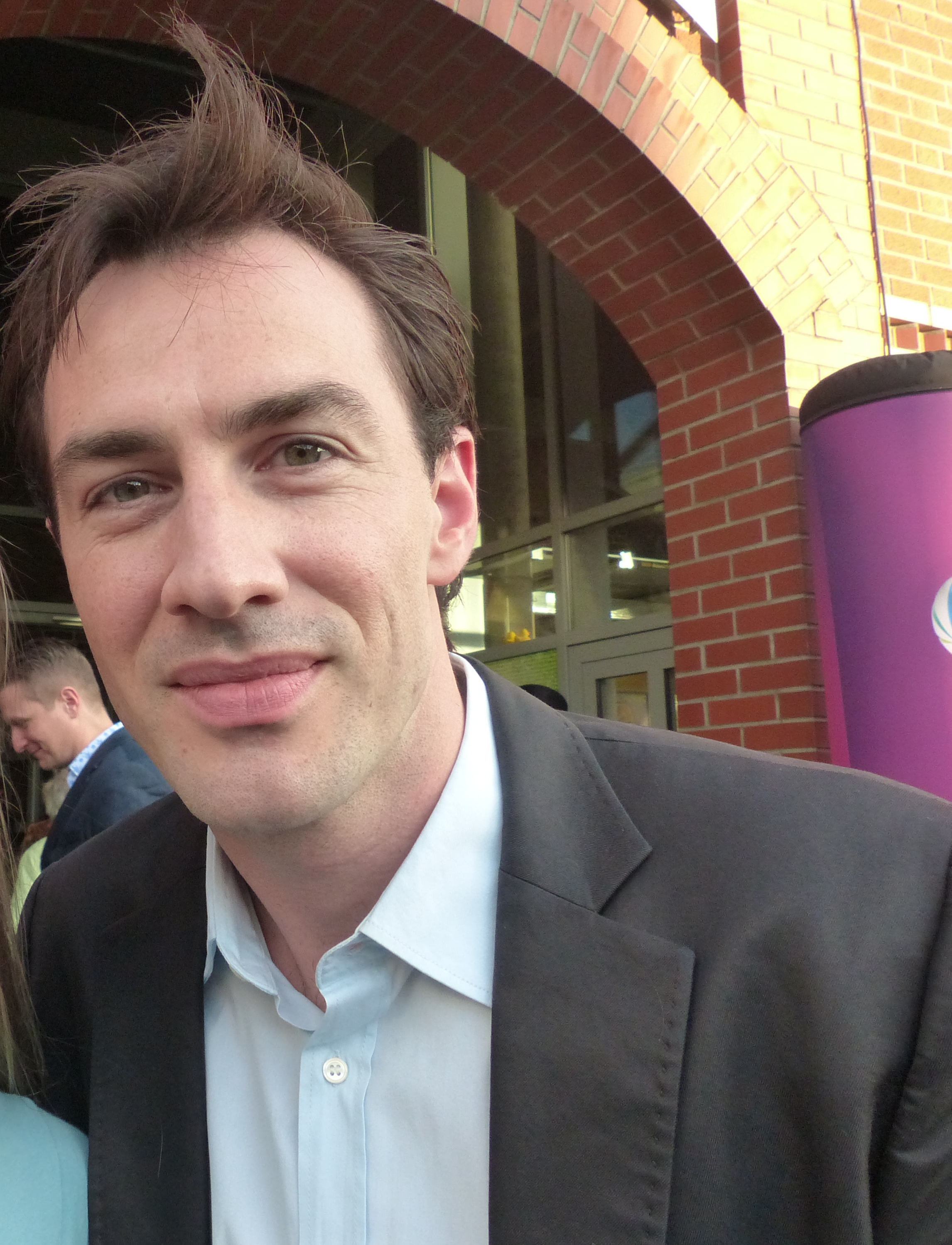
Arne Stephan

Arne Stephan (* 10. November 1982 in Buchholz in der Nordheide) ist ein deutscher Schauspieler, Sänger, Synchronsprecher sowie Sprecher von Hörspielen & Hörbüchern.

## Leben
Arne Stephan wuchs in Buchholz in der Nordheide auf. Von 1999 bis 2002 machte er an der Stage School of Music, Dance and Drama in Hamburg eine Ausbildung zum Musicaldarsteller. Er spielte im Anschluss u. a. in Hamburg in verschiedenen Produktionen (u. a. Jesus Christ Superstar, Speed, Vom Geist der Weihnacht, Das Tagebuch der Anne Frank, Cats).
Von 2006 bis 2008 verkörperte Stephan bei Gute Zeiten, schlechte Zeiten die Doppelrolle des Marc und Viktor Hansen. Von dem 16. November 2009 bis zum 17. September 2010 war er in der Sat.1-Daily-Soap Eine wie keine als Mark Braun zu sehen.

## Filmografie (Auswahl)
- 2004: Der Vertraute des Mörders
- 2006–2008: Gute Zeiten, schlechte Zeiten (Fernsehserie, 19 Episoden)
- 2007: Notruf Hafenkante (Fernsehserie, 1 Episode)
- 2009: Annas zweite Chance
- 2009–2010: Eine wie keine (Fernsehserie, 212 Episoden)
- 2010: Nachrichten (Kurzfilm)
- 2011: Küstenwache (Fernsehserie, 1 Episode)
- 2011: Danni Lowinski (Fernsehserie, 2 Episoden)
- 2012: Die Schuld der Erben
- 2012: Wunschkind
- 2015: SOKO München (Fernsehserie, 1 Episode)
- 2015: SOKO Wismar (Fernsehserie, 1 Episode)
- 2015: Alarm für Cobra 11 (Fernsehserie, 1 Episode)
- 2015: Verbotene Liebe (Fernsehserie, 1 Episode)
- 2015: In aller Freundschaft – Die jungen Ärzte (Fernsehserie, 1 Episode)
- 2016: Tierärztin Dr. Mertens (Fernsehserie, 2 Episoden)
- 2018: Familie Dr. Kleist (Fernsehserie, 1 Episode)
- 2019: In aller Freundschaft (Fernsehserie, 1 Episode)

## Theater-Biografie
- Die Kameliendame (Armand Duval) – Schlossparktheater Berlin
- DaDaDa (Popper) – Staatstheater Braunschweig
- Hyper Hyper (Robbie) – Staatstheater Braunschweig
- Die Mitschuldigen (Alcest) – Stadttheater Minden
- Moulin Rouge Story (Henry deFontillac) – Altes Schauspielhaus Stuttgart
- West Side Story (Bernado) – Theater Hagen
- Cats (RumTumTugger) – Stage Holding Tour
- Fame (Nick Piazza) – Stadttheater Bremerhaven
- Bonifatius (Sturmius) – Schlosstheater Fulda
- Ölper 3.0 (John) – Staatstheater Braunschweig
- Jesus Christ Superstar (Apostel) – Bad Hersfelder Festspiele
- Kuss der Spinnenfrau (Gabriel) – Theater an der Rott
- Das gibt’s nur einmal (Swing) – Grenzlandtheater Aachen
- Das Tagebuch der Anne Frank (Peter van Daan) – Theater an der Rott
- Blue Jeans (John) – Landgraf Tournee
- The Beautiful Game (Del) – Gandersheimer Domfestspiele
- The Fantastics (Matt) – Landestheater Detmold
- Die Braunschweiger Weihnachtsgeschichte (Joseph) – Spiegelzelt
- My fair Lady (Freddy) – Empore Buchholz
- Spiel mir das Lied vom Löwen (Häuptlingssohn Rote Wiese) – Lokpark Braunschweig
- Fluch der Oker (Jack Wolf) – Lokpark Braunschweig
- Der Diamantenherzog und das brennende Schloss (Herzog Karl) – Staatstheater Braunschweig
- A Chorus Line (Zach)  – Bad Hersfelder Festspiele

## Synchronrollen (Auswahl)
Lakeith Stanfield
- 2015: Straight Outta Compton als Snoop Dogg
- 2015: Miles Ahead als Junior
- 2016–2023: Atlanta (Fernsehserie) als Darius
- 2017: Deathnote als L
- 2018: Sorry to Bother You als Cassius Green
- 2018: Verschwörung als Edwin Needham
- 2019: Der schwarze Diamant als Demany
- 2019: Someone Great als Nate Davis

Laverne Cox
- 2014–2019: Orange Is the New Black (Fernsehserie, 40 Folgen) als Sophia Burset
- 2015: Grandma als Deathy
- 2015: The Mindy Project (Fernsehserie, 1 Folge) als Sheena
- 2015: Faking It (Fernsehserie, 2 Folgen) als Margot
- 2019: Sag’s nicht weiter, Liebling als Cybill
- 2019: Dear White People (Fernsehserie, 1 Folge) als Cynthia
- 2020: Promsing Young Woman als Gail
- 2021: The Blacklist als Dr. Laken Perillos (Fernsehserie, Folge 8x10)

Gwilym Lee
- 2013–2016: Inspector Barnaby als DS Charlie Nelson
- 2019: Bohemian Rhapsody als Brian May
- 2020: The Great als Grigor / Grigor Dymov

### Filme
- 2011: Marco Sanchez in Super 8 als Hernandez
- 2011: Jesse Lee Soffer in In Time – Deine Zeit läuft ab als Webb
- 2011: Hiro Hayama in 3D Sex and Zen – Extreme Ecstasy als Wei Yangsheng
- 2013: Jon M. Chu in Justin Bieber’s Believe als Jon M. Chu
- 2015: Shazad Latif in Die Poesie des Unendlichen als Chandra Mahalanobis
- 2015: Ioan Gruffudd in Playing It Cool als Stuffy
- 2016: Toby Kebbell in Gold – Gier hat eine neue Farbe als Paul Jennings
- 2016: Lee Joon Gi in Resident Evil: The Final Chapter als Commander Chu
- 2016: Martin Sensmeier in Die glorreichen Sieben als Red Harvest
- 2016: Jeffrey Bowyer-Chapman in Dirty Grandpa als Bradley
- 2017: Max Greenfield in Schloss aus Glas als David
- 2017: Jarrett Ellis in All Eyez on Me als Snoop Dogg
- 2017: Johan Widerberg in Die Frau des Nobelpreisträgers als Walter Johan Widerberg
- 2017: Theo Devaney in A Christmas Prince als Simon
- 2018: Gwilym Lee in Bohemian Rhapsody als Brian May
- 2018: Andrew Lees in Mortal Engines: Krieg der Städte als Herbert Melliphant
- 2018: Willam Belli in A Star is Born als Emerald
- 2018: Theo Devaney in A Christmas Prince: The Royal Wedding als Simon
- 2019: Chris Geere in Pokémon: Meisterdetektiv Pikachu als Roger Clifford
- 2019: James Cartwright in Downton Abbey als Tony Sellick
- 2019: Mena Massoud in Aladdin als Aladdin
- 2020: Shazad Latif in Verrückt nach Figaro als Charlie
- 2023: Park Seo-joon in The Marvels als Prinz Yan

### Serien
- 2011–2014: Yoshimasa Hosoya in Yu-Gi-Oh! ZEXAL als Quattro Arclight
- 2014–2016: Nathan Darrow in House of Cards als Edward Meechum
- 2015–2017: Trai Byers in Empire als Andre Lyon
- 2016: Ignazio Oliva in The Young Pope als Valente
- 2016: Tom Hughes als Prinz Albert in Victoria
- 2016–2022: Nick Zano in Legends of Tomorrow als Nate Heywood
- seit 2016: Nathan Darrow in Billions als Mick Danzig
- 2016–2020: Ukweli Roach in Blindspot als Dr. Robert Borden
- seit 2016: Tom Hughes in Victoria als Prinz Albert
- 2017: Michael Dorman in Patriot als John Tavner
- 2017–2019: Toshihiko Seki in Hunter × Hunter als Wing
- 2017–2020: Satoshi Hino in Haikyu!! als Daichi Sawamura
- seit 2017: Noriaki Sugiyama in Bleach (ab Folge 54) als Uryū Ishida (2. Stimme)
- 2018: Gary Carr in The Deuce als C.C.
- 2018: José Manuel Muñoz Cheto in Arde Madrid als Ezequiel
- seit 2018: Kaito Ishikawa in My Hero Academia als Tenya Ida
- 2018: Eduardo Valdarnini in Suburra: Blood on Rome als Gabriele Marchilli
- 2019: Ethan Peck in Star Trek: Discovery (9 Folgen) als Spock
- 2019: Hainsley Lloyd Bennett in Pennyworth als Deon „Bazza“ Bashford
- 2019: Killian Scott in Dublin Murdes als Rob Reilly
- 2019: Renan Tenca in Der Auserwählte als Escolhido / The Chosen
- 2019: Arthur Darvill in World on Fire als Vernon Hunter
- 2019: McKinley Belcher III in The Passage – Das Erwachen als Anthony Carter
- 2019–2022: Ian James Corlett in Ninjago als Kevin Kiesel (im Original Clutch Powers)
- seit 2019: Chace Crawford in The Boys als The Deep
- 2021–2023: Calahan Skogman in Shadow and Bone – Legenden der Grisha als Matthias Helvar
- 2021: Noshir Dalal in Star Wars: The Bad Batch als Vizeadmiral Rampart
- 2021, 2023: Paul Rudd in What If…? als Scott Lang/Ant-Man
- 2021: Scott Porter in Ginny & Georgia als Paul Randolph
- seit 2022: Ethan Peck in Star Trek: Strange New Worlds als Spock

### Zeichentrick
- Zuzo in Elena of Avelor
- Batman / Bruce Wayne in Beware the Batman
- Milton in Trolls – Die Party geht weiter!

## Hörbücher (Auswahl)
- 2021: Don’t LOVE me (gemeinsam mit Nina Reithmeier), der Audio Verlag, ISBN 978-3-7424-1881-4
- 2021: Don’t HATE me (gemeinsam mit Nina Reithmeier, Audible)
- 2021: Where the Roots Grow Stronger (Shetland-Love-Reihe, Band 1, gemeinsam mit Karoline Mask), Hörbuch Hamburg, ISBN 978-3-8449-2781-8